# ゼレノグラード

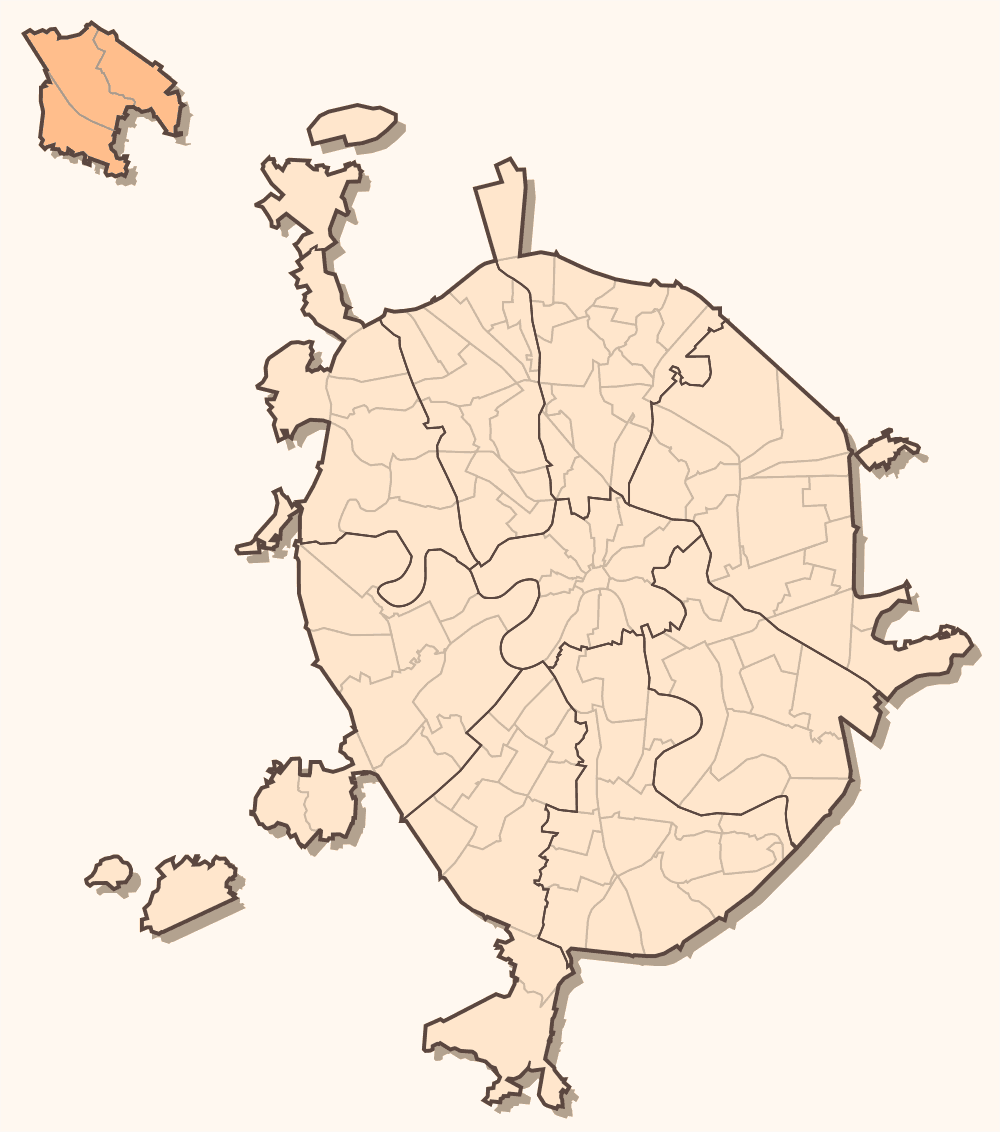
モスクワ市の飛地（左上）

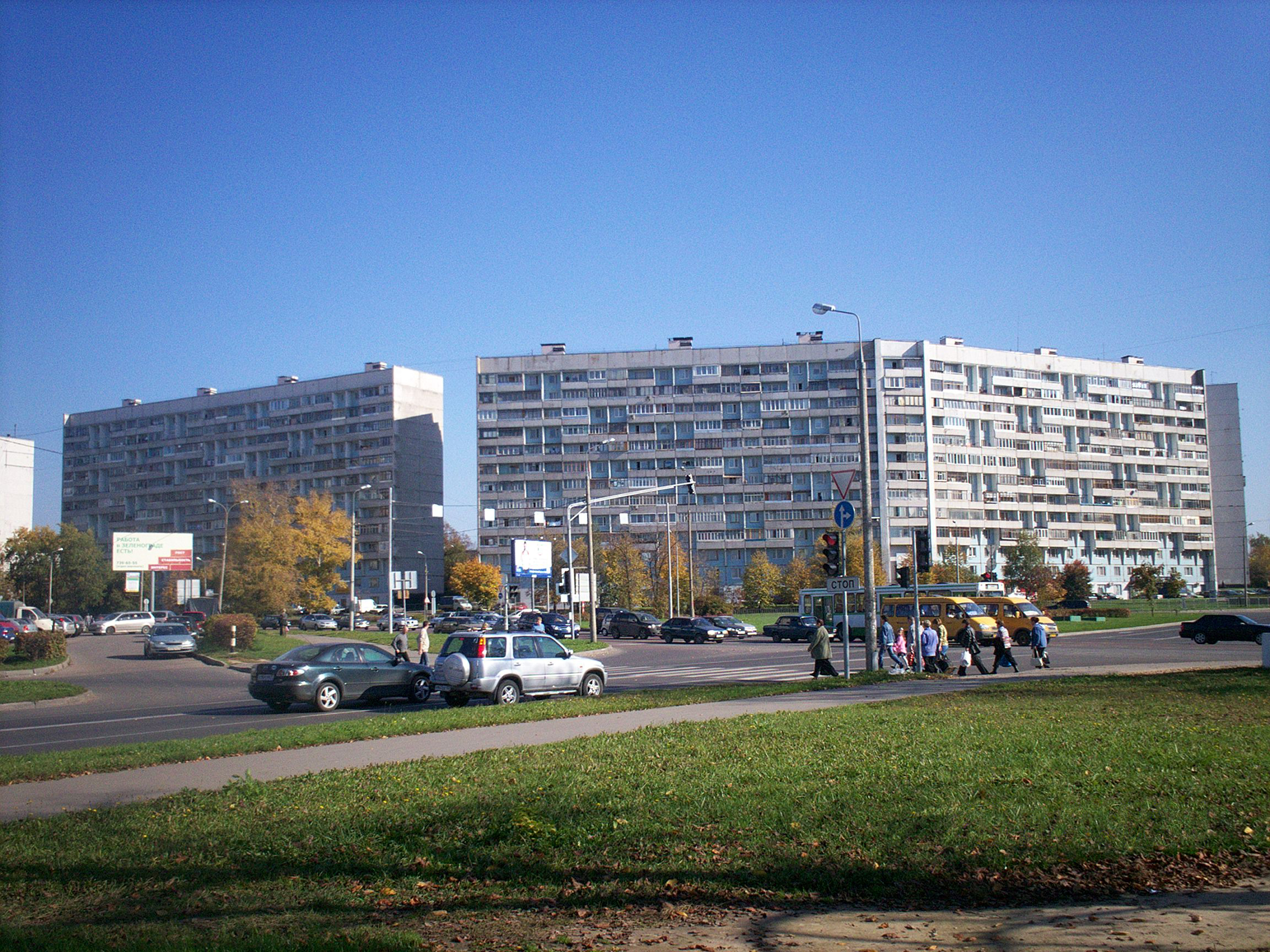
9 マイクロディストリクト

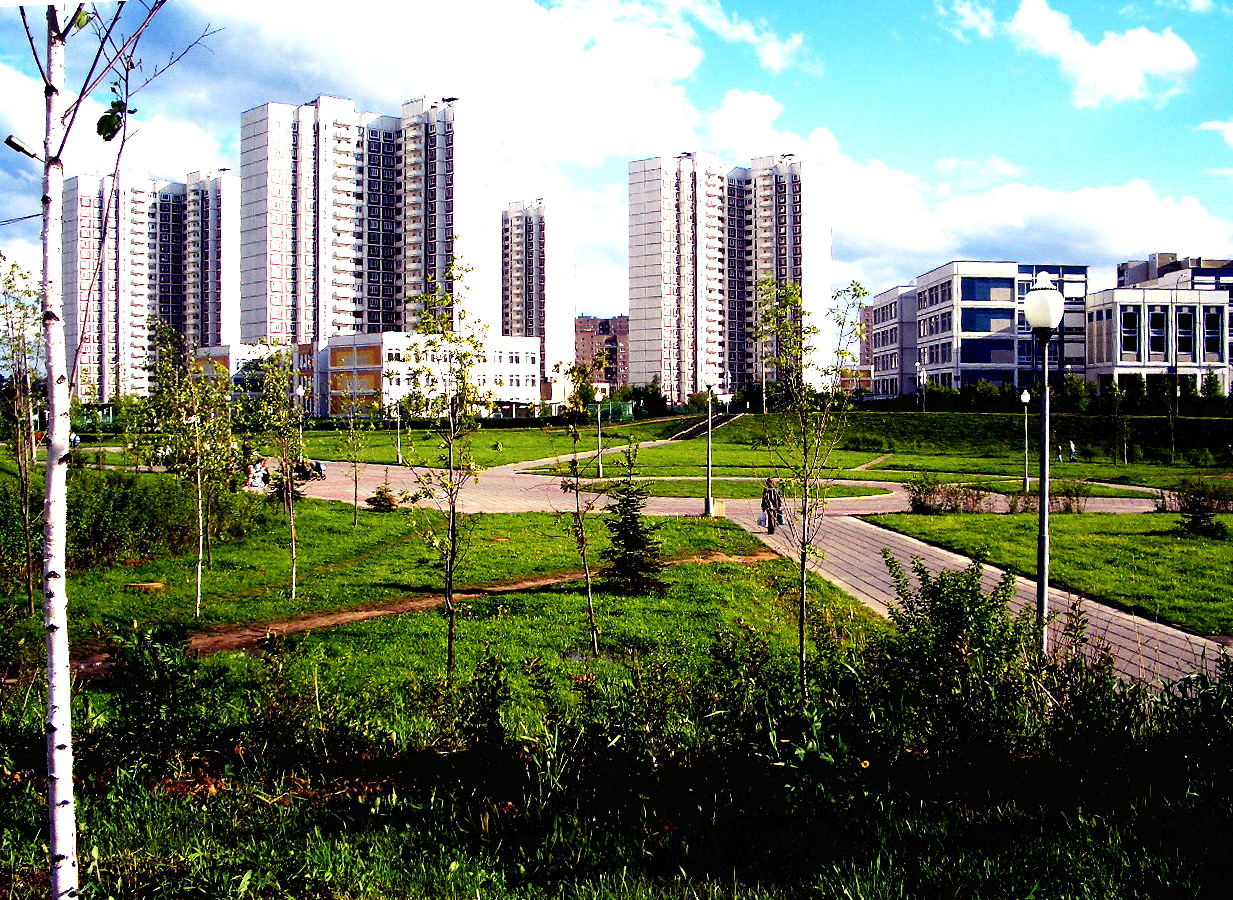
16 マイクロディストリクト

ゼレノグラード（ロシア語: Зеленоград, ゼレノグラート、ラテン字転写: Zelenograd）は、ロシアの首都・モスクワの郊外にある行政区。人口は22万人。ハイテク企業が集中しているため、ロシアのシリコンバレーと呼ばれている。

## 歴史
1958年にモスクワ市中心部から37キロメートル北西の原野を切り開いて建設された計画都市である。電子工業関係の機関が集中して立地している。モスクワとサンクトペテルブルクを結ぶ幹線道路M10沿いにあり、シェレメーチエヴォ国際空港にも近い。冷戦時代、ここでレーダーなどソ連の重要な技術開発が国家事業として行われた。ゼレノグラードの設立にあたっては、ローゼンバーグ事件に関連したアルフレッド・サラント (Alfred Sarant) とジョエル・バー (Joel Barr) のソビエト連邦のフルシチョフ政権への説得もあったともいわれている。
田園都市思想の影響を受け、緑豊かな環境となっており、区名は「緑の町」（露: Зелёный город,  ゼリョンヌイ・ゴーラト）から名づけられた。区内にはハイテク企業が集中しているため、ロシアのシリコンバレーと呼ばれている。アメリカのシリコンバレーはスタンフォード大学とその付随工業区を中心に発展したが、ゼレノグラードはモスクワ国立電子技術学院を基盤として発展した。1991年までは関係者以外立ち入り禁止の閉鎖都市であったが、その後は外国企業にも解放された。同年、モスクワ市に編入され、ゼレノグラード区となった。飛び地である。人口は約27万1千人（2024年調査）。

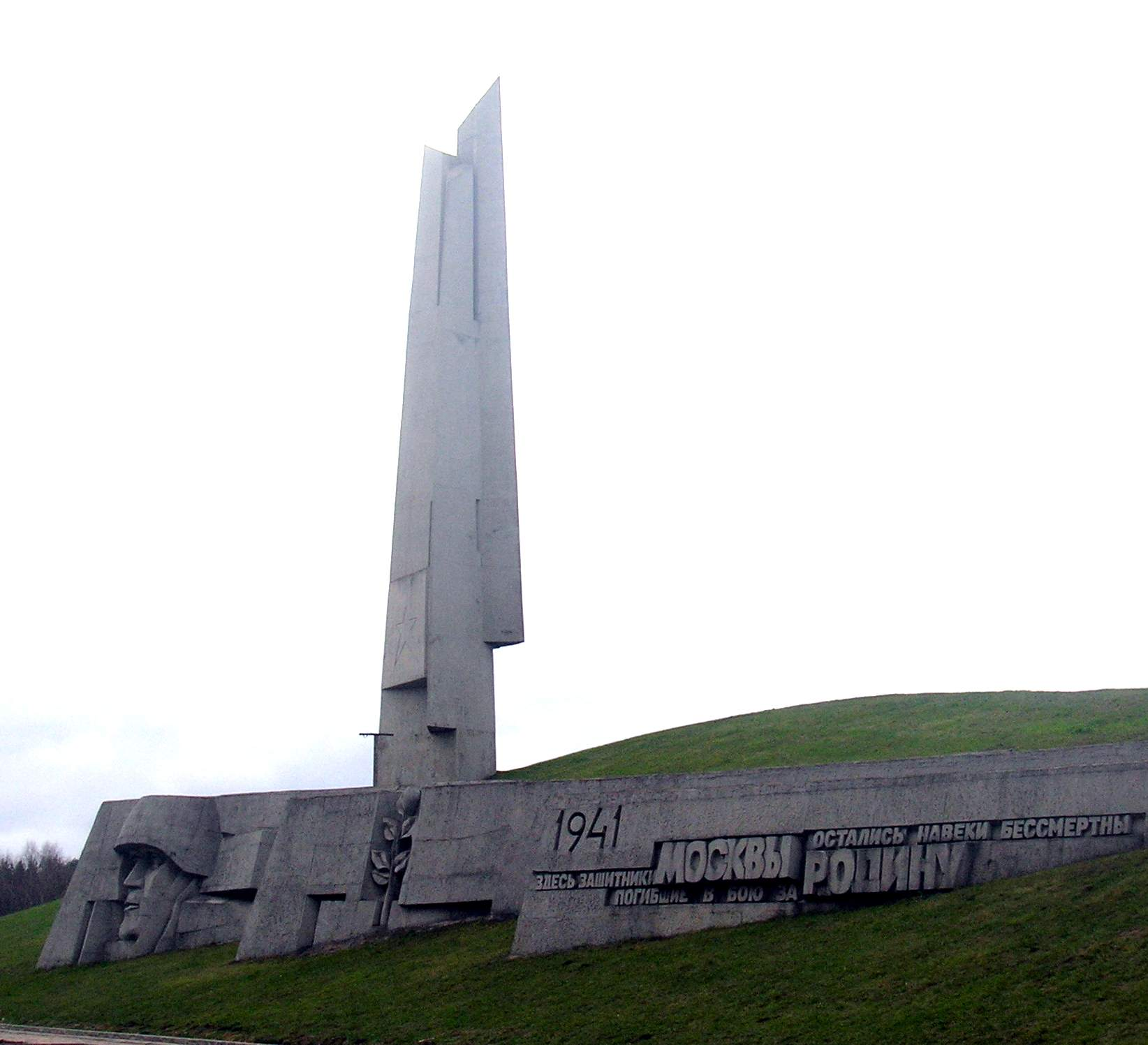
クリュコヴォの独ソ戦「突撃」記念碑

第二次世界大戦・独ソ戦のモスクワ守備戦の激戦地・クリュコヴォ村 (Kryukovo District) はゼレノグラード区内にある。

## 教育機関

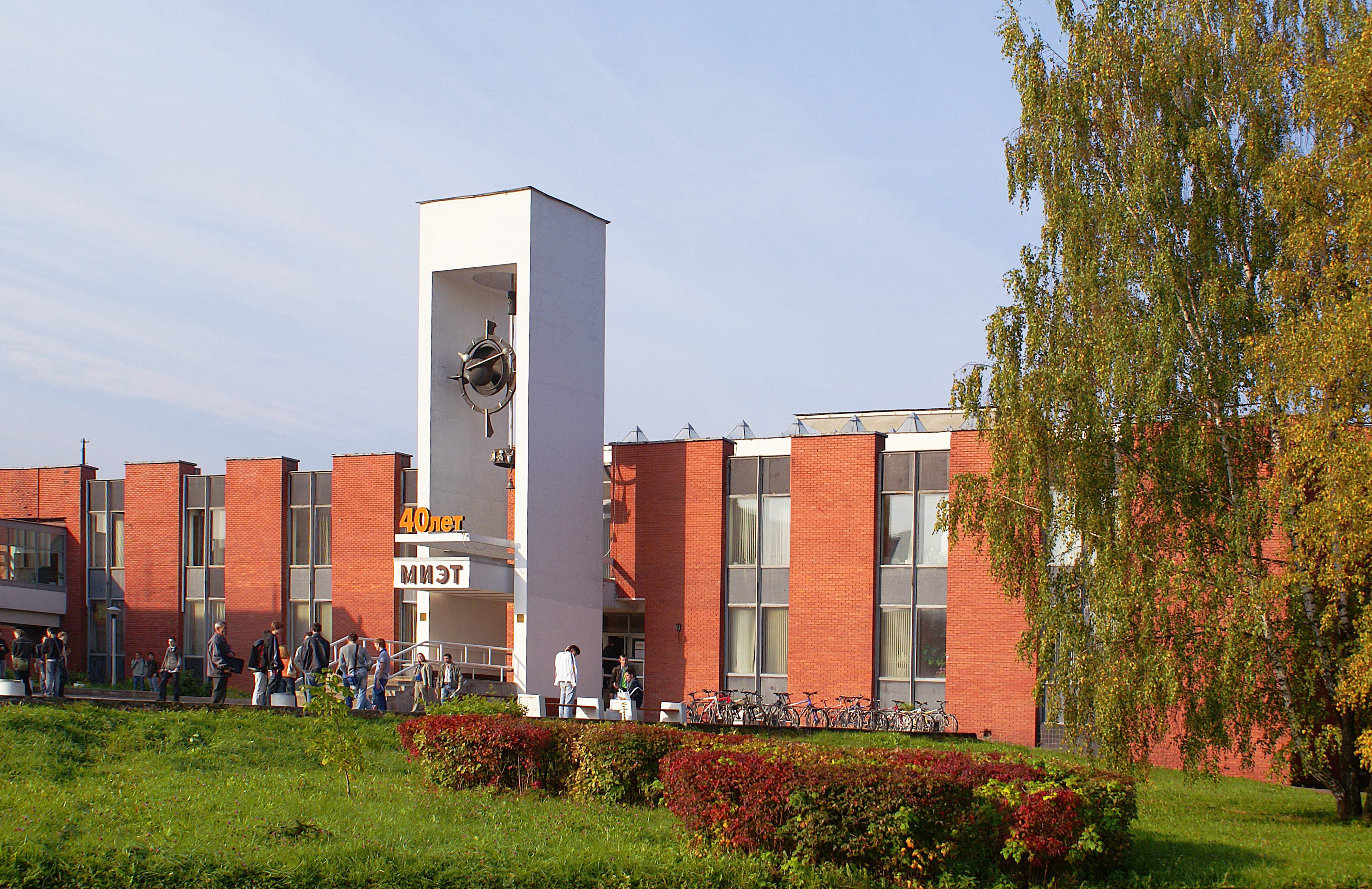
モスクワ国立電子技術学院 (MIET)

- モスクワ国立電子技術学院 （英文名称：Moscow Institute of Electronic Technology、英文略称：MIET）

## 研究所・企業
- シトロニクスSitronics（AFK Sistema傘下の電子製品関係企業）

## その他
似たような地名でゼレノグラーツク（ロシア語: Зеленоградск, ラテン字転写: Zelenogradsk）がある。元はプロイセン（ドイツ）領でクランツ (Cranz) と呼ばれ、第二次世界大戦後にソ連へ併合され、現在はロシア連邦の飛び地カリーニングラード州にある。バルト海に面した有名な保養地である。

## 参考
- ジョエル・バーがゼレノグラード設立をフルシチョフ政権へ説得（英語）
- ゼレノグラードの始まり：２人の米国の技術者の話（英語：The Origins of Zelenograd: The Amazing Story Of Two U.S. Engineers）
- 米国のケイデンス・デザイン・システムズ社がゼレノグラードにオフィスを開設（英語）